# Lekkoatletyka na Letnich Igrzyskach Paraolimpijskich 2012 – 100 metrów T35 mężczyzn
W biegu na 100 metrów kl. T35 mężczyzn podczas Letnich Igrzysk Paraolimpijskich 2012 rywalizowało ze sobą 11 zawodników. W konkursie udział wzięli sportowcy z porażeniem mózgowym, posiadające problemy z poruszaniem się.

## Wyniki

### Eliminacje
Bieg 1
| Poz. | Zawodnik                 | Narodowość      | Rezultat | Uwagi |
| ---- | ------------------------ | --------------- | -------- | ----- |
| 1    | Fu Xinhan                | Chiny           | 13,12    | Q     |
| 2    | Hernan Barreto           | Argentyna       | 13,22    | Q     |
| 3    | Niels Stein              | Niemcy          | 13,41    | Q     |
| 4    | Jordan Howe              | Wielka Brytania | 13,75    | q     |
| 5    | Iwan Otlejkin            | Rosja           | 14,06    |       |
| 6    | Pedro Marquez Villanueva | Meksyk          | 15,14    |       |

Bieg 2
| Poz. | Zawodnik           | Narodowość        | Rezultat | Uwagi |
| ---- | ------------------ | ----------------- | -------- | ----- |
| 1    | Jurij Caruk        | Ukraina           | 12,72    | Q     |
| 2    | Teboho Mokgalagadi | Południowa Afryka | 13,07    | Q     |
| 3    | Allel Boukhalfa    | Algieria          | 13,26    | Q     |
| 4    | Anton Bubnow       | Rosja             | 13,86    | q     |
| 5    | Sam Ruddock        | Wielka Brytania   | 13,92    |       |

### Finał
| Poz. | Zawodnik           | Narodowość        | Rezultat | Uwagi |
| ---- | ------------------ | ----------------- | -------- | ----- |
| 1    | Jurij Caruk        | Ukraina           | 12,62    |       |
| 2    | Teboho Mokgalagadi | Południowa Afryka | 13,10    |       |
| 3    | Fu Xinhan          | Chiny             | 13,12    |       |
| 4    | Hernan Barreto     | Argentyna         | 13,26    |       |
| 5    | Allel Boukhalfa    | Algieria          | 13,38    |       |
| 6    | Niels Stein        | Niemcy            | 13,52    |       |
| 7    | Jordan Howe        | Wielka Brytania   | 13,69    |       |
| 8    | Anton Bubnow       | Rosja             | 13,89    |       |